# العمارة اليوم
العمارة اليوم، هي مجلة تداول عالية الجودة تتحكم بها الرقابة تحظى باحترام واسع لتغطيتها التي لا مثيل لها لأفضل المباني الجديدة مع كتابة موثوقة وتحليل ثاقب بواسطة المهندسين المعماريين والمعلقين البارزين، تقدم مجلة العمارة اليوم صيغة فريدة من الدراسات المتعمقة والمراجعات والآراء وتحليل القطاع. ومتاح مجانًا للمهندسين المعماريين المسجلين في مجلس تسجيل المهندسين المعماريين عبر اشتراكات التداول المراقبة.
منشور مرفق ، المخصصة اليوم ، المخصصة اليوم التي تنشر خمس مرات في السنة ويتم توزيعه جنبًا إلى جنب مع مجلة العمارة اليوم ، مما يوفر للمهندسين المعماريين الممارسين مزيجًا غنيًا وموجزًا وملائمًا من المعلومات والبصيرة والمعرفة.

## روابط خارجية
- الموقع الرسمي